# 赫呂茨山
46°57′18″N 9°46′30″E / 46.95500°N 9.77500°E
赫呂茨山（Chrüz），是瑞士的山峰，位於該國東部，由格勞賓登州負責管轄，屬於雷蒂孔山的一部分，海拔高度2,196米，每年平均降雨量1,729毫米。